# Grönländische Badmintonmeisterschaft 2014
Die Grönländische Badmintonmeisterschaft 2014 fand vom 13. bis zum 19. April 2014 in Nuuk statt.

## Sieger und Platzierte
| Disziplin    | Gold                                    | Silber                            | Bronze                            |
| ------------ | --------------------------------------- | --------------------------------- | --------------------------------- |
| Herreneinzel | Jens Frederik Nielsen                   | Frederik Elsner                   | Sebastian Bendtsen                |
| Dameneinzel  | Pernille Levinsky                       | Sara L. Jacobsen                  | Hedvig Broberg                    |
| Herrendoppel | Jens Frederik Nielsen Mads Nyvold       | Frederik Elsner Mininnguaq Kleist | Karl Jakob Thomassen Frank Bagger |
| Damendoppel  | Susanne Wahlbom Pernille Levinsky       | Sara L. Jacobsen Aviaaja Geisler  | Victoria Rafaelsen Hedvig Broberg |
| Mixed        | Jens Frederik Nielsen Pernille Levinsky | Mads Nyvold Anja Skov Kjeldsen    | Mininnguaq Kleist Susanne Wahlbom |